# Control remoto

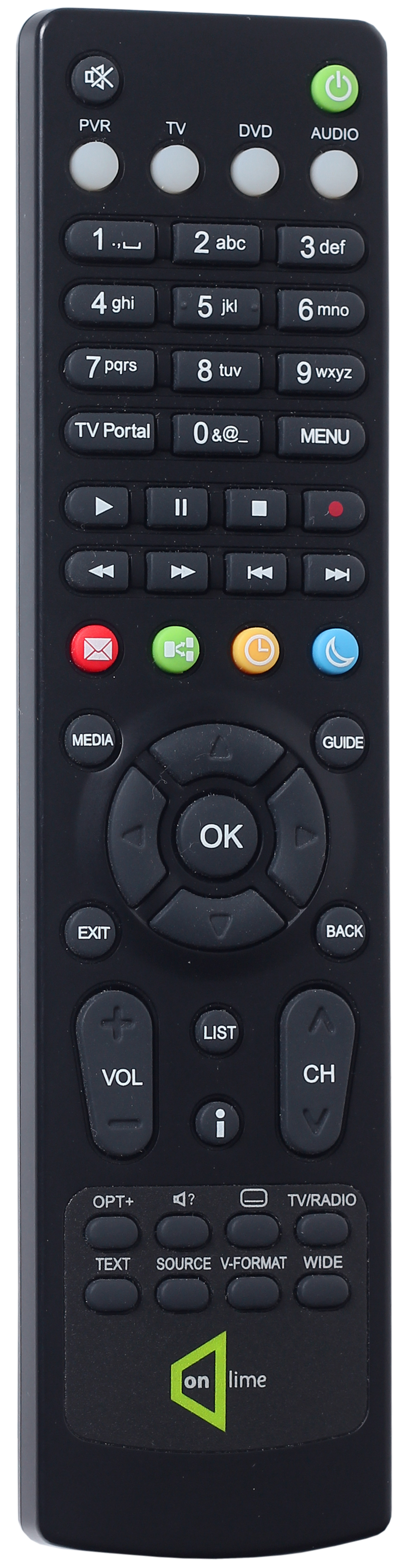
Unidad de control remoto de un televisor.

El control remoto (en Hispanoamérica) o mando a distancia (en España) es un dispositivo electrónico usado para dictar y realizar una operación sobre una máquina, sin mediar contacto físico directo alguno entre los componentes de ambos aparatos ni de sus posibles anejos. A menudo son referidos simplemente como «el mando» o «el control».
Este artilugio se emplea generalmente para televisores y otros tipos de aparatos electrónicos caseros, tales como DVD, Hi-Fi, computadoras u ordenadores, así como para el encendido y apagado de un interruptor, la alarma, la apertura de la puerta del estacionamiento, etcétera. El soporte físico para esos aparatos son normalmente objetos pequeños (fácilmente manipulables con una mano) con una matriz de botones que ajustan los distintos valores, como por ejemplo, el canal de televisión, el número de canción y el volumen. De hecho, en la mayoría de dispositivos modernos el mando contiene todas las funciones de control, mientras que el propio aparato controlado solo dispone de los controles más primarios. La mayoría de estos mandos a distancia se comunican con sus respectivos aparatos vía señales de infrarrojo (IR) y solo unos pocos utilizan señales de radio. En los vehículos modernos las clásicas llaves incorporan ahora controles remotos con diversas funciones. Su fuente de energía suele ser pequeñas pilas de tipo: AA, AAA o de botón.

## Historia
Uno de los primeros ejemplos de mando a distancia o control remoto fue desarrollado en 1898 por Nikola Tesla y descrito en su patente número 613809, titulada Método de un aparato para el mecanismo de control de vehículo o vehículos en movimiento. Solamente disponía de tres acciones: encendido / apagado / quieto.
En 1903, Leonardo Torres Quevedo presentó el Telekino Control Remoto en la Academia de Ciencias de París, acompañado de una memoria y haciendo una demostración experimental. En ese mismo año obtuvo la patente en Francia, España, Gran Bretaña y Estados Unidos. El telekino consistía en un autómata que ejecutaba órdenes transmitidas mediante ondas hertzianas. A partir de los mecanismos simples de "encendido / apagado" anteriores, Torres Quevedo ideó un método para controlar cualquier dispositivo mecánico o eléctrico con diferentes estados de operación. Con el telekino, Torres Quevedo estableció los principios operacionales del moderno sistema de control remoto inalámbrico y fue un pionero en el campo del mando a distancia. El 25 de septiembre de 1906, en presencia del Rey y ante una gran multitud, demostró con éxito el invento en el puerto de Bilbao al guiar un bote desde la orilla; más tarde intentaría aplicar el telekino a proyectiles y torpedos, pero tuvo que abandonar el proyecto por falta de financiación. En el año 2006, el telekino fue reconocido por la IEEE como «milestone», un ‘hito’ para la historia de la ingeniería a escala mundial. El primer modelo de avión por control remoto voló en 1932. Durante la Segunda Guerra Mundial, se llevó a cabo el uso de tecnología de control remoto para propósitos militares; uno de los resultados de esto fue el misil alemán Wasserfall. El primer artilugio diseñado para controlar remotamente un televisor fue desarrollado por Zenith Radio a principios de la década de 1950. El control —extraoficialmente llamado Lazy Bones (~para vagos)— usaba un cable para conectarse al televisor. Para mejorar el engorroso sistema, se creó un mando a distancia sin cables en 1955. El control, llamado “Flashmatic”, funcionaba enviando un rayo de luz a una célula fotoeléctrica. Desafortunadamente, las células no distinguían entre la luz del mando y la luz de otras fuentes. El Flashomatic también requería que se apuntara el mando a distancia al receptor con precisión.
En 1956, Robert Adler desarrollo el Zenith Space Command (mando del espacio cenit), un control sin cables. Era mecánico y usaba ultrasonidos para cambiar el canal y el volumen. Cuando el usuario pulsaba un botón del mando a distancia, hacía un chasquido y golpeaba una barra, de ahí el vocablo para denominarlo en EE. UU. clicker (chasqueador). Cada barra emitía una frecuencia diferente y los circuitos en el televisor detectaban el ruido. La invención del transistor hizo posible controles electrónicos más baratos, que contenía un cristal piezoeléctrico que era alimentado por una corriente eléctrica oscilatoria a una frecuencia cercana o mayor a la del umbral superior de audición humana, aunque todavía audible para perros. El receptor contenía un micrófono unido a un circuito que estaba configurado a la misma frecuencia. Algunos problemas de este método eran que el receptor podía ser activado accidentalmente por ruidos que ocurrieran de forma natural en ese rango de frecuencias y, algunas personas, especialmente mujeres jóvenes, podían oír las agudas señales ultrasónicas. Hubo incluso un incidente memorable, en el cual un xilófono cambiaba los canales de ese tipo de televisores, ya que algunos de los armónicos del instrumento eran iguales a la frecuencia ultrasónica del mando a distancia.
El impulso para un tipo más complejo de control remoto vino a finales de los 70 con el desarrollo del servicio de teletexto Ceefax por parte de la BBC. La mayoría de los controles que existían por entonces tenían un número limitado de funciones, a veces solo cuatro: canal siguiente, canal anterior, subir o bajar el volumen.

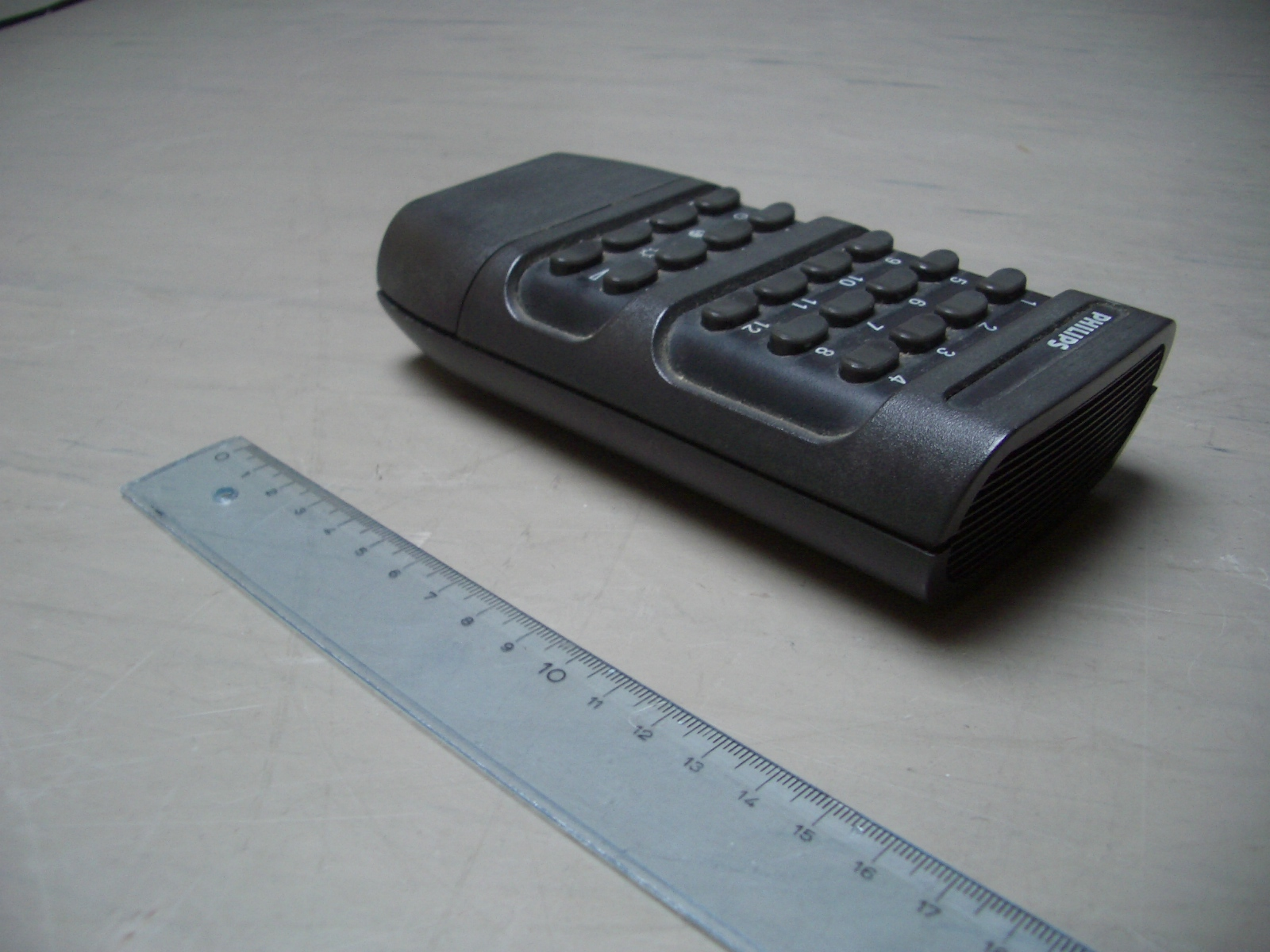
Control remoto de un televisor Philips de 1978.

Este tipo de mando no satisfacía las necesidades de televisores con teletexto donde las páginas se identificaban con un número de tres dígitos. Un control remoto para seleccionar páginas de teletexto necesitaría botones para cada número del cero al nueve, así como otras funciones, como por ejemplo, cambiar del texto a la imagen (y viceversa) y los controles normales de un televisor: volumen, canal, brillo, intensidad del color, etc. Los primeros televisores con teletexto usaban mandos con cable para elegir las páginas, pero su uso continuado, requerido para el teletexto, indicó rápidamente la necesidad de un dispositivo sin cables. Así que ingenieros de la BBC comenzaron conversaciones con uno o dos fabricantes de televisores, lo cual llevó a los primeros prototipos sobre 1977-78, ya pudiendo controlar un mayor número de funciones. ITT fue una de las compañías, la cual más tarde daría su nombre al Protocolo ITT de comunicaciones infrarrojas. 
A principios de los años 1980, cuando se desarrollaron los semiconductores para emitir y recibir radiación infrarroja, los mandos a distancia fueron gradualmente cambiando a esta tecnología que, en el siglo XXI, todavía es ampliamente usada. También existen tecnologías de radio, como los Sistemas de audio Bose y aquellas basadas en Bluetooth.
A principios de los años 2000, la cantidad de electrodomésticos que hay en la mayoría de los hogares había aumentado notablemente. De acuerdo con la Asociación de electrónica de consumo, el americano medio dispone de cuatro mandos a distancia. Para manejar un "home theater" se pueden llegar a necesitar seis mandos, incluidos uno para el receptor del cable o satélite, el video, el reproductor de DVD, el televisor y el amplificador de audio. Se necesita usar varios de estos mandos de manera secuencial, pero, como no existe un diseño común aceptado, el proceso se hace más intrincado. Muchos especialistas, como Jakob Nielsen , renombrado especialista en usabilidad, y Robert Adler , el inventor del mando actual, señalan lo confuso, difícil de manejar y frustrante que se ha convertido lidiar con múltiples mandos a distancia. En ese sentido, los diseñadores de mando a distancia de TiVo han reemplazado las clásicas columnas de botones en un rectángulo negro por un diseño en forma de maní que ha sido bien recibida por sus usuarios. El diseño, que ha provocado varias imitaciones, probablemente signifique un cambio en la forma en la que los diseñadores de aparatos electrónicos visualizan este artilugio.

## Tipos

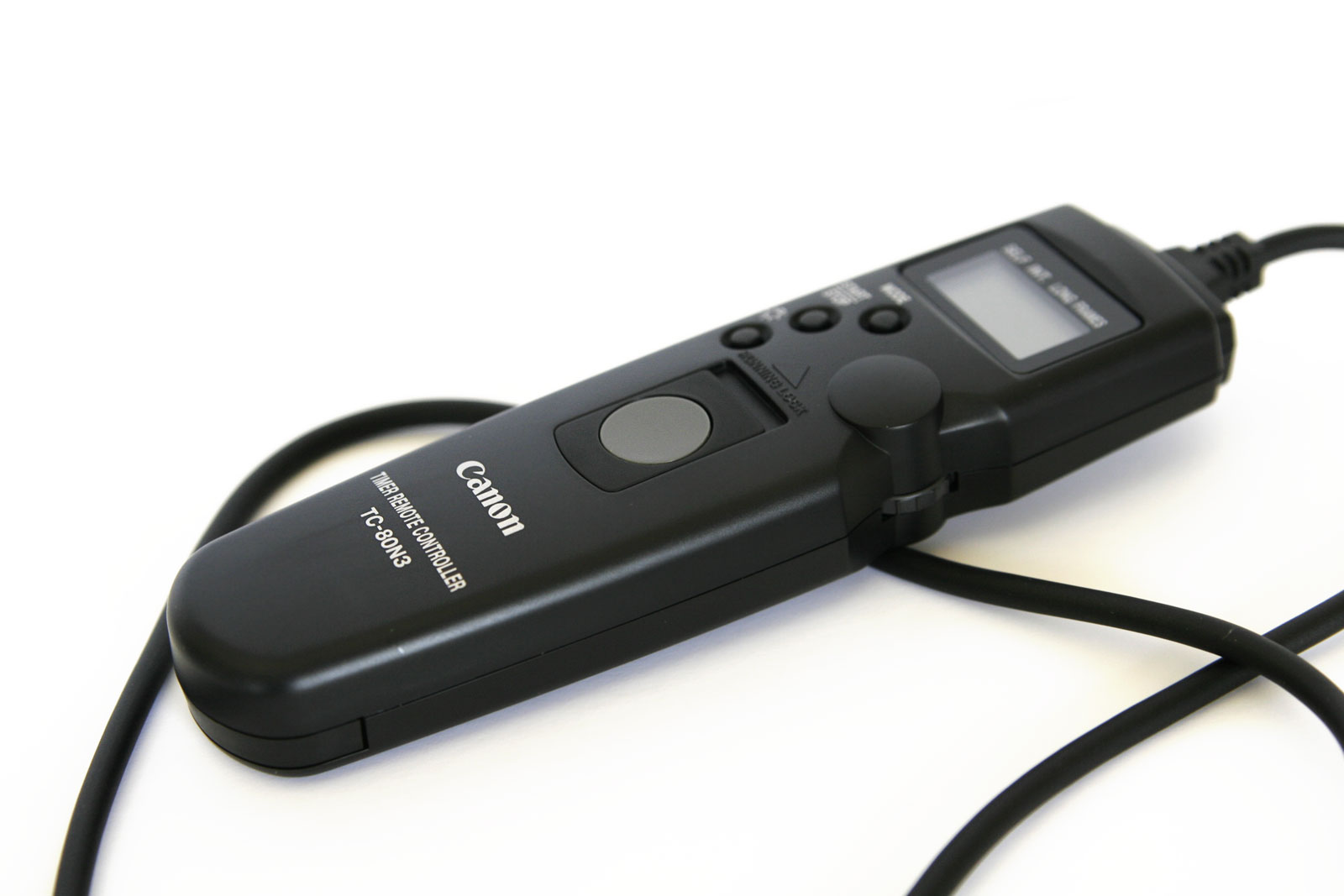
Mando a distancia para un temporizador fotográfico.

Existen mandos o radiocontroles para muchos otros dispositivos: modelos a escala de aviones, helicópteros, y otros modelos por radiocontrol son juguetes bastante populares. Muchos robots se controlan remotamente, especialmente aquellos que han sido diseñados para llevar a cabo tareas peligrosas; así como algunos de los más nuevos cazas de combate se maniobran por control remoto.
Además, un mando universal combina diversos controles en uno, normalmente con alguna clase de interruptor o botón para seleccionar el aparato controlado. Los mandos universales varían desde modelos básicos baratos a un mando como el modelo de 700$ con Linux de Sony . El primer modelo de control remoto universal fue desarrollado por William Russell McIntyre a mediados de los 60, mientras trabajaba en Philips. Al diseño del software de McIntyre se le fueron otorgadas patentes, ya que fue el primer control remoto que podía apuntarse a un aparato electrónico y aprender sus controles operativos.
El siguiente paso en los mandos a distancia son los paneles de control doméstico. Estos controles remotos no solo funcionan en televisores o sistemas de entretenimiento, sino que permiten controlar otros aparatos eléctricos tales como cortinas electrónicas, interruptores de la luz y cámaras de seguridad. Algunos de los últimos paneles de control domésticos permiten la transmisión de audio así como tomar fotografías.
En ocasiones se usan armas de fuego por control remoto para cazar pájaros u otros animales. En 2005, el estado de Virginia (Estados Unidos), prohibió esta práctica .

## Tecnología

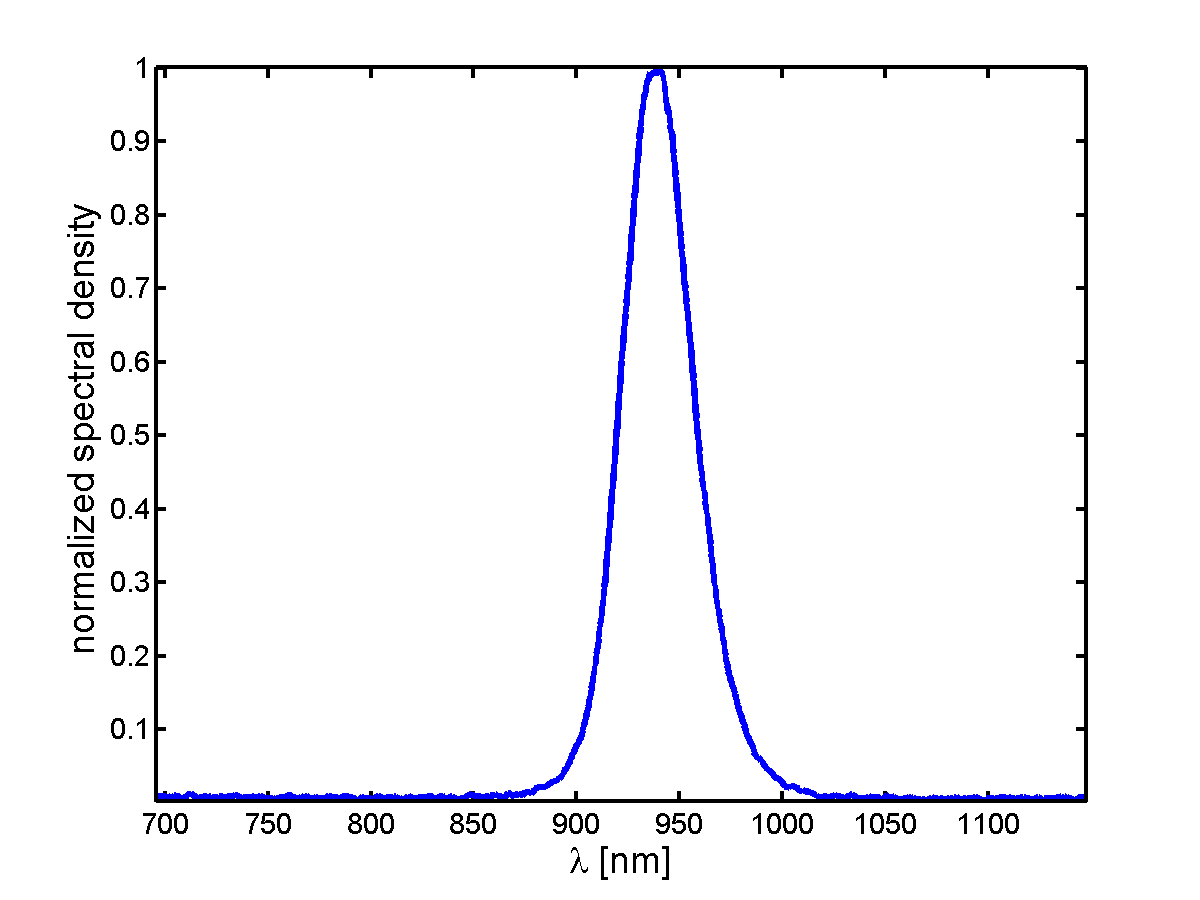
El espectro de emisión de un mando típico está en el infrarrojo cercano.

La mayoría de mandos a distancia para aparatos domésticos utilizan diodos de emisión en el infrarrojo cercano para emitir un rayo de luz que alcance el dispositivo. Esta luz es invisible para el ojo humano, pero transporta señales que pueden ser detectadas por el aparato.
Un mando a distancia de un solo canal permite enviar una señal portadora, usada para accionar una determinada función. Para controles remotos multicanales, se necesitan procedimientos más sofisticados; uno de ellos consiste en modular la señal portadora con señales de diferente frecuencia. Después de la demodulación de la señal recibida, se aplican los filtros de frecuencia apropiados para separar las señales respectivas. Hoy día, se suelen usar métodos digitales.
Por lo general, un mando a distancia está compuesto por:
- Una carcasa.
- Una plaqueta: donde se encuentran las conexiones para diferentes funciones.
- Una fuente de alimentación: generalmente dos baterías de 1,5 voltios. Aunque también pueden usar supercapacitadores y recarga inalámbrica Qi, con piezas reemplazables.
- Botones: cada uno con una función distinta.

### Funcionamiento
Los botones tienen en su parte posterior un material que conduce la electricidad. Cuando se presiona el botón, este material hace contacto con la plaqueta y cierra el circuito que corresponde al botón. Un pequeño circuito integrado reconoce la señal y determina qué botón fue presionado; con base a esa información envía una señal al resonador de cuarzo (cristal); este la devuelve con una frecuencia determinada. Ese impulso es transmitido a un led que lo envía convertido en radiación infrarroja. El receptor (por ejemplo, un televisor) puede reconocer el botón pulsado midiendo la frecuencia de la radiación.

## Aplicaciones

### Industria
El control remoto es usado para operar subestaciones, centrales hidroeléctricas reversibles y plantas de corriente continua de alta tensión. Para estos sistemas se suelen usar PLC de frecuencia baja.

### Aplicaciones militares

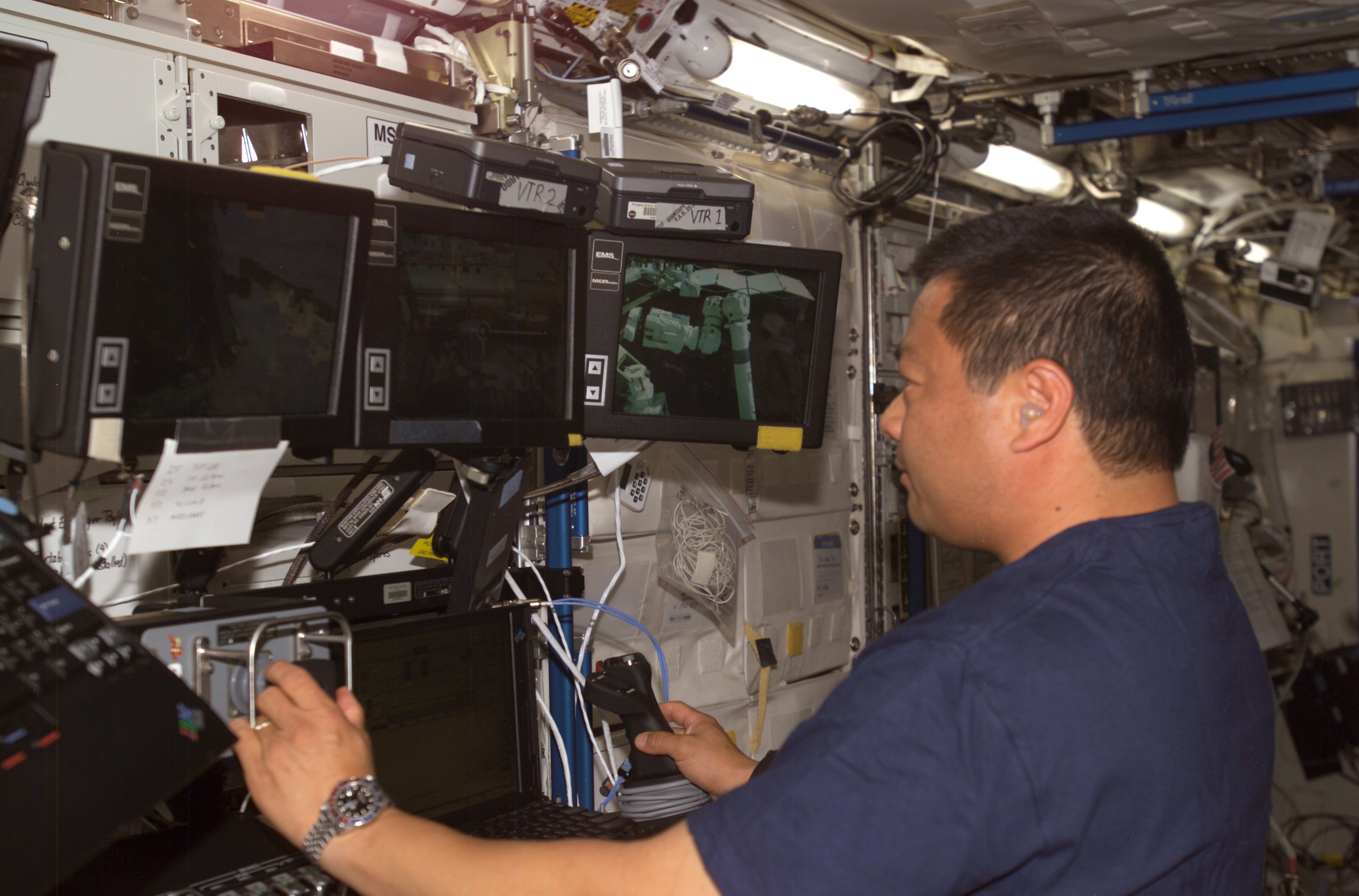
El astronauta Leroy Chiao manipula el Canadarm2 o Sistema de manipulación remota de la Estación Espacial Internacional (SSRMS).

El uso de mandos a distancia en vehículos militares data de comienzos del siglo XX. El Ejército rojo usaba teletanques, controlados remotamente, durante los años 1930 y los comienzos de la Segunda Guerra Mundial. También experimentaron con aviones por control remoto. La Alemania nazi también fomentó el uso del control remoto con las bombas V-1 y V-2.

### Astronáutico
La tecnología por control remoto también es usada en los viajes al espacio. Por ejemplo, en el programa soviético Lunojod, los vehículos eran accionados por mando a distancia. El control remoto directo de naves, carros y aparatos espaciales a mayores distancias desde la tierra no era práctico ya que se generaba un gran retardo de señal.

### Videojuegos
El cable como tal se ha mostrado muy incómodo en cuestión de la franquicia de los videojuegos, casi todas las consolas han tenido un cierto problema con el molesto cable que conecta el mando con la consola, eso era un problema muy molesto hasta que se inventaron los controles inalámbricos para una mejor experiencia en los videojuegos, empezando con controles inalámbricos por infrarrojos en consolas de 8 y 16 bits, como la Megadrive, y popularizándose con la exitosa videoconsola Wii.

### Aparatos electrónicos

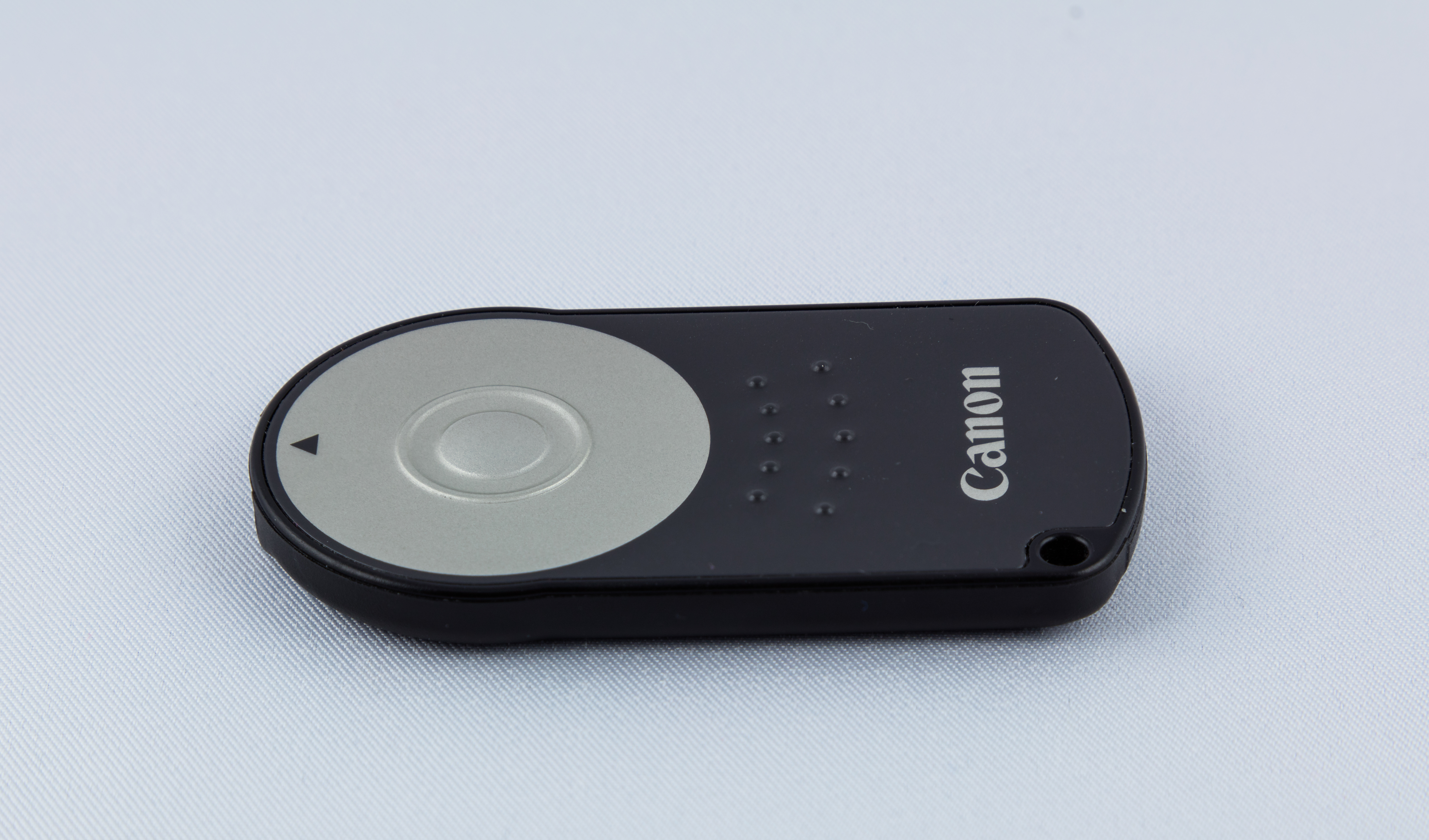
Control remoto por infrarrojos Canon RC-6 para realizar fotos a distancia.

Sirve para poder prender o apagar algunos aparatos electrónicos tales como el aire acondicionado o algunas luces modernas o ventiladores.Otra aplicación puede ser para el automóvil.

### Uso diario
Los mandos a distancia también se están aplicando a uso cotidiano para los garajes o puertas automáticas. Normalmente hablamos de las puertas de garaje o de las puertas de los locales comerciales. Antiguamente todas las persianas metálicas de los comercios y las puertas de las naves industriales no contaban con estos automatismos. En la actualidad también existen alternativas a estos mandos pero con el mismo uso, quizá más seguros. [6]